# چتایی

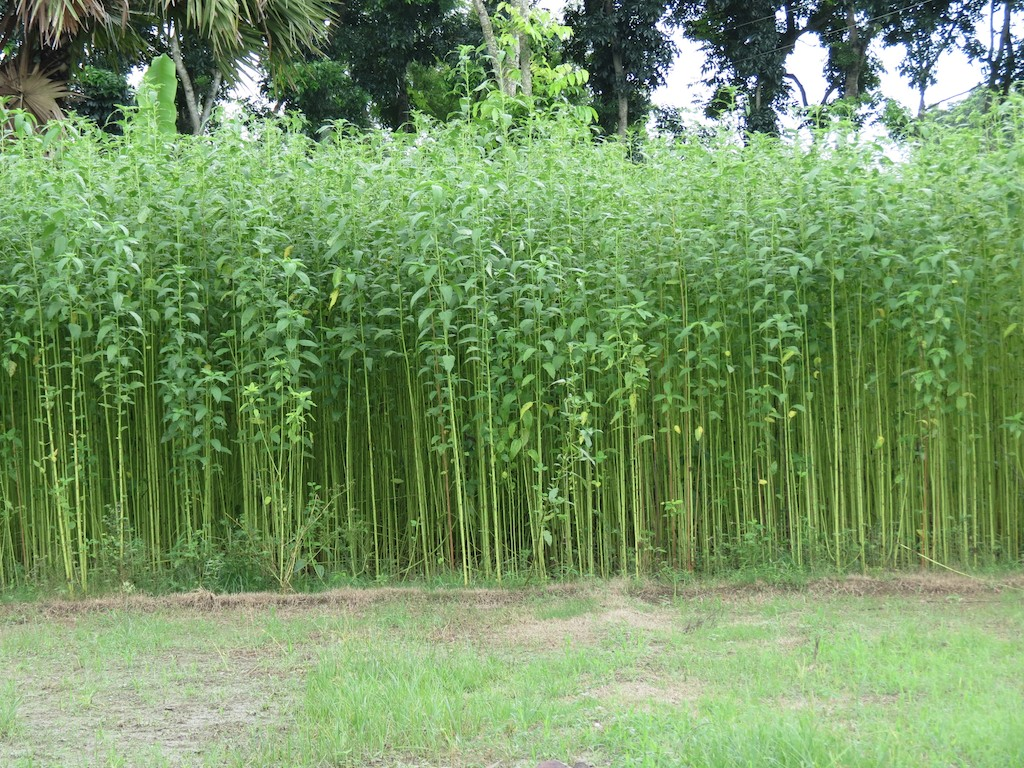
مزرعه جوت در بنگلادش.

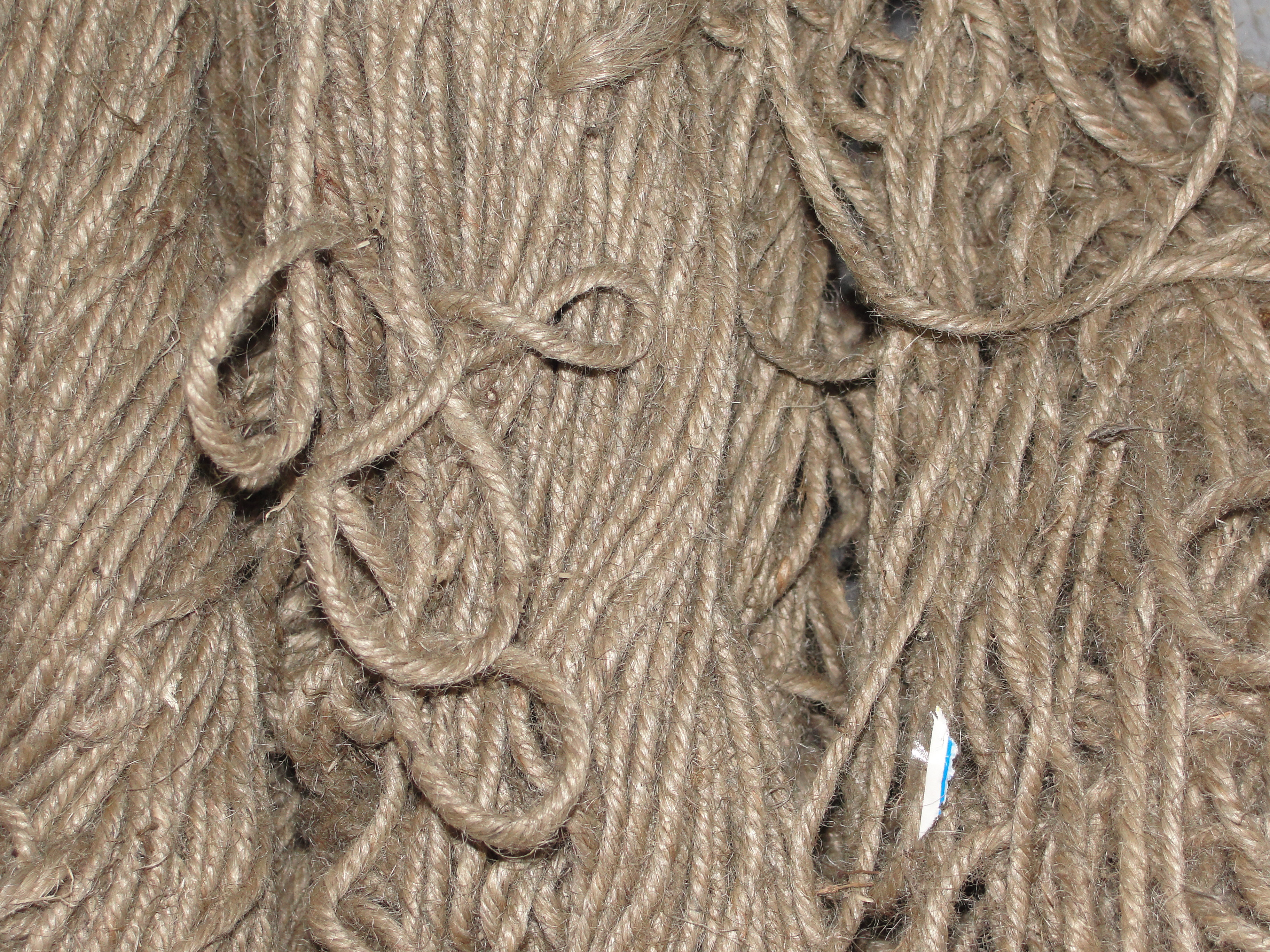
ریسمان ساخته شده از جوت

چتایی، جوت یا کنف هندی نوعی گیاه طویل، نرم و برّاق است که می‌تواند به صورت نخی مستحکم درآید. این گیاه به صورت سالانه کاشت و برداشت می‌شود و در آب و هوای گرم (۴۰–۲۰ درجهٔ سانتیگراد) و مرطوب (۸۰٪–۷۰) و بارندگی هفتگی به میزان ۸–۵ سانتیمتر رشد می‌یابد. بزرگ‌ترین تولیدکنندگان چتایی هند و بنگلادش هستند.
گیاه جوت می‌تواند تا ارتفاع ۳ متر رشد کند. این گیاه در درجه اول از مواد سلولزی (جزء اصلی فیبر گیاهی) و لیگنین (جزء اصلی الیاف چوب) تشکیل شده‌است و شامل بخش‌هایی چون ساقه، پوست، برگ و میوه می‌باشد. از ساقهٔ چوبی آن برای سوخت و حتی در صنعت کاغذسازی استفاده می‌کنند. در پوست ساقه آن، لایه‌ای از الیافی نرم دیده می‌شود که نخ جوت از آن به دست می‌آید. چوبِ میانیِ آن نیز استوانهٔ نسبتاً قطوری از الیاف چوبیِ کوتاه می‌باشد که در وسطِ آن مغز چوب‌پنبه‌مانندی وجود دارد و برگ‌های آن نیز در بعضی موارد (به‌ویژه برای دام) مصرف خوراکی دارد. میوهٔ آن کپسول لوکولیسید تخم‌مرغی‌شکل، نوک تیز، کُرک‌دار و اندازهٔ آن تقریباً نصف کاسبرگ است و هر کپسول دارای ۵ برچه است که درون هر برچه دست‌کم یک دانه وجود دارد. بذر آن دارای ۲۰ درصد روغن خوراکی می‌باشد. از بخش‌های پایینی این گیاه نیز برای تولید محصولات کنفی با کیفیت پایین‌تر و ارزان‌تر استفاده می‌شود.
چتایی تجاری دارای رنگ زرد و قهوه‌ای متمایل به خاکستری است و شفافیت ابریشم را دارد. انواع مرغوب چتایی زیر دست نرم و صاف دارند. سطح قاعده آن زیر میکروسکوپ به صورت پنج‌ضلعی یا شش‌ضلعی و اندازهٔ آن ۶ تا ۲۰ میکرون است. از این لیف در ساخت گونی و طناب استفاده می‌کنند.
محصولات جوت ۱۰۰٪ قابل تجزیه است، در نتیجه، به لحاظ زیست‌محیطی دوستدار طبیعت می‌باشد. به دلیل دارا بودن الیاف طبیعی و خاصیت درخشندگی آن، به «الیاف طلایی» نیز شهرت دارد. از آنجایی که جوت دارای مصرف جهانی، تولید بالا و موارد استفادهٔ متنوع می‌باشد، بعد از کتان، دومین رتبه را در میان الیاف گیاهی به خود اختصاص داده‌است.
از فواید آن می‌توان به خواص عایق بودن و ضد الکتریسیته ساکن بودن (به دلیل رساناییِ حرارتیِ کم) اشاره کرد. همچنین می‌تواند با دیگر الیافِ طبیعی یا مصنوعی ترکیب شود.
مهم‌ترین موارد استفاده جوت در تولید پرده، پوشش صندلی، فرش، قالیچه، عدل پنبه و صنعت تولید پارچه است. اصطلاح صنعتی برای الیاف جوت، جوت خام است. بزرگ‌ترین تولیدکنندگان جوت، هند و بنگلادش هستند. در واقع هند به عنوان بزرگ‌ترین تولیدکننده نخ جوت با بیش از ۷۶ کارخانه بوده و سپس بنگلادش با بیش از ۷۰ کارخانه رتبه دوم تولید نخ کنف را دارا می‌باشد. همچنین کشور بنگلادش به علت موقعیت جغرافیایی و آب و هوای مناسب بزرگ‌ترین پرورش دهنده جوت خام می‌باشد. از دیگر تولیدکنندگان آن می‌توان به کشورهایی چون چین، میانمار، ازبکستان، نپال، ویتنام، زیمبابوه، مصر و تایلند اشاره کرد. تولید کنف خام و تولید نخ جوت در ایران نیز سابقاً رواج در شمال کشور (رشت) رواج داشته که در سالهای اخیر به دلیل مقرون به صرفه نبودن متوقف شده‌است.

## کاربرد نخ جوت در فرش ماشینی
نخ جوت یک نخ منحصر به فرد برای پود فرش ماشینی است. عمده دلایل استفاده از جوت به عنوان پود فرش ماشینی را می‌توان این چنین بیان نمود:
- استحکام بالای نخ (که استحکام در جهت عرض فرش ماشینی را تأمین و تضمین می‌کند).
- ازدیاد طول تا حد پارگی کم (میزان جمع شدگی عرض فرش در آهار و تکمیل را به حداقل می‌رساند).
- چوبی و زمخت بودن (سبب جلوگیری از چروک شدن فرش ماشینی بافته شده در جهت عرض می‌شود).
- مقاومت در مقابل عوامل بیولوژیکی (باعث مقاومت بالاتر برزنت فرش در مقابل عوامل بیولوژیکی مانند کپک، قارچ، بید و… در مقایسه با سایر الیاف طبیعی مانند پنبه و پشم می‌شود).
- جذب رطوبت بالا (سبب جذب مقدار بالای آهار توسط برزنت فرش شده، در نتیجه ریشه‌های خاب فرش ماشینی بسیار محکم‌تر می‌شوند).
- قیمت ارزان در مقایسه با سایر الیاف مانند پنبه و پشم
- وفور نسبی در بازار و دسترسی نسبتاً آسان

## نخ جوت در تجارت
معمولاً در تجارت، نمره نخ جوت را بر حسب LBS بیان می‌کنند. LBS وزن ۱۴۴۰۰ یارد از نخ جوت را بر حسب پوند می‌گویند. نخ جوت در محدوده بسیار وسیع، از نمره 4LBS (معادل نمره ۷/۲۵ متریک یا ۱۳۹ تکس) تا 30LBS (معادل نمره ۰/۹۶۷ متریک یا ۱۰۳۳ تکس) و به صورت‌های تک لا و دولا تولید و به بازار عرضه می‌شود. علاوه بر نمره LBS، نمره Lea نیز برای نخ‌های تهیه شده از الیاف ساقه‌ای مانند جوت به کار می‌رود که نوعی نمره غیر مستقیم می‌باشد. Lea عبارت است از تعداد کلاف‌های ۱۴۴۰۰ یاردی از نخ جوت که یک پوند وزن داشته باشند.
مهم‌ترین نمره نخ‌های جوت مصرفی در صنعت فرش ماشینی ایران عبارتند از: ۴/۵ دولا، ۶، ۸، ۱۰، ۱۳، و ۱۶ یک‌لا و دولا و همچنین ۱۷ و ۲۴ یک‌لا. بدیهی است هر چه تراکم فرش ماشینی بالاتر باشد، نیاز به نخ‌های جوت ظریف‌تر و یکنواخت‌تری خواهد بود. از این رو، مهم‌ترین عامل برای تعیین کیفیت نخ جوت یکنواختی قطر (ضخامت) آن است.